# Estação Carapita
A Estação Carapita é uma das estações do Metrô de Caracas, situada no município de Libertador, entre a Estação La Yaguara e a Estação Antímano. Administrada pela C. A. Metro de Caracas, faz parte da Linha 2.
Foi inaugurada em 4 de outubro de 1987. Localiza-se na Avenida Intercomunal de Antímano. Atende as paróquias de Antímano e de La Vega.